# فريتز شيفر
فريتز شيفر (بالألمانية: Fritz Schäfer)‏ هو مصارع رياضي ألماني، ولد في 7 سبتمبر 1912 في بيرمازنز في ألمانيا، وتوفي في 15 أكتوبر 1973 في لودفيغسهافن في ألمانيا.

## وصلات خارجية
- فريتز شيفر على موقع قاعدة بيانات المصارعة الدولية (الإنجليزية)
- فريتز شيفر على موقع أوليمبيديا (الإنجليزية)